# The Thing Called Love – Die Entscheidung fürs Leben
The Thing Called Love – Die Entscheidung fürs Leben ist ein Film von Peter Bogdanovich aus dem Jahr 1993, der in den Vereinigten Staaten produziert wurde.

## Handlung
Die New Yorkerin Miranda Presley ist eine aufstrebende Songschreiberin. Nach einer langen Busfahrt durch die USA erreicht sie Nashville, Tennessee. Für das Vorspielen im Bluebird Cafe ist sie aber zu spät dran. Erst in einer Woche wird sie wieder die Chance dazu haben. Sie nutzt die Zeit und brütet nächtelang im Diner an neuen Songs. Schon am Tag ihrer Ankunft hat Miranda den schroffen Texaner James Wright kennengelernt sowie dessen Kumpel, Kyle Davidson, der sich unglücklich in Miranda verlieben wird, und die aufgedrehte Linda Lue Linden. 
Auf einem Ausflug nach Graceland macht James Miranda einen Hochzeitsantrag mit einem Ring aus dem Kaugummiautomaten. Sie heiraten sofort am regnerischen Abend im Supermarkt.
James wird immer erfolgreicher, und die Ehe steht vor dem Scheitern, da er sich nur noch um seine Karriere kümmert und Miranda vernachlässigt.
Miranda sieht ihren Traum, in Nashville das Glück und den Erfolg zu finden, schwinden und will die Stadt wieder verlassen. Auf der Fahrt aus der Stadt entdeckt sie den Refrain für einen neuen Song: "Maybe God's a woman too". Sie kehrt um und hat diesmal Erfolg beim Vorsingen im Bluebird Cafe.
Der Film erzählt auf ganz einfache, aber sehr berührende Art vom Traum, sich selbst zu verwirklichen und dabei vielleicht auch noch Erfolg zu haben. Von der Freundschaft unterschiedlicher Menschen und natürlich auch davon, was für ein kostbares Gut die Liebe ist.

## Kritiken
Roger Ebert schrieb in der Chicago Sun-Times (21. Januar 1994) über den Tod von River Phoenix kurz nach dem Ende der Dreharbeiten. Ebert vermutete, dass die Darstellung von Phoenix zum Teil von James Dean oder von Marlon Brando in den jungen Jahren inspiriert würde. Phoenix wirke wie ein Schwarzes Loch und ein Schrei nach Hilfe. Ebert vergab nur einen Stern für den Film, lobte aber die Darstellung von Samantha Mathis.

## Hintergründe
Der Film wurde in Nashville, Tennessee gedreht. Seine Produktion kostete 14 Millionen US-Dollar. Im ersten Jahr spielte er in den USA nur 1 Million Dollar ein.
Alle Darsteller singen ihre Songs selbst.